# Chiesa di Santa Maria Assunta (Augusta, Italia)
La chiesa di Santa Maria Assunta o chiesa madre è la chiesa principale di Augusta e si trova in piazza Duomo con prospetto rivolto verso est.
Nel 1700 era l'unica parrocchia esistente in città. La chiesa attuale è quella ricostruita sulle rovine della chiesa crollata con il terremoto del 1693.

## Descrizione
Il prospetto è articolato su di un duplice ordine, raccordato da ampie volute laterali. Il piano basso presenta tre aperture che danno adito alle rispettive navate. Sull'ingresso principale si apre la finestra della cantoria. La cella campanaria è composta da tre piccole aperture con balconcini in ferro battuto, opera di un artigiano locale. Un timpano con cornice e dentellatura chiude la parte superiore dell'edificio. L'interno è a croce latina con tre navate e volta a botte sostenuta da pilastri adorni di lesene. Entrati nella chiesa percorretela in senso orario:
- Nella parete sud della navata di sinistra vi si trovano quattro altari dedicati rispettivamente a san Filippo Neri, alla Madonna del Rosario, a santa Lucia e ai santi Pietro e Paolo; inoltre vi si trova la statua della Madonna di Fatima.

- Nella zona ovest si distinguono: la cappella del Sacramento che è delimitata da un cancello in ferro battuto, l'abside e la cappella del Crocifisso.

L'abside è accessibile tramite un'ampia scalinata centrale, alla cui sommità, nei due lati, si trova un transetto in stile neoclassico; nella parti laterali il coro in legno e quattro tele, due per parte, raffiguranti episodi della vita di Maria, che, in vista del restauro della chiesa, sono state tolte; nella parte centrale, in alto, è posta la tela raffigurante l'assunzione di Maria.
L'altare maggiore è in marmo; nella parte anteriore sono dei bassorilievi: in basso osserviamo: a sinistra la croce, simbolo della fede, al entro Gesù con i due discepoli di Emmaus e a destra l'ancora, simbolo della speranza; in alto sono raffigurati: sinistra e a destra due altari, al centro il sacrificio di Isacco.
- Nella parte nord della navata di destra si evidenziano quattro altari dedicati rispettivamente al sacro Cuore, alla natività di Gesù, a sant'Antonio di Padova e a san Domenico; inoltre vi si trovano il battistero con bassorilievo in maiolica raffigurante il battesimo di Gesù, e, sotto, il fonte battesimale di forma semisferica con bordo ottagonale.

Nella parte alta delle due navate laterali si distinguono dieci lunette con ventri istoriati, illustranti vari episodi della vita della Madonna; quelle della navata di sinistra rappresentano: l'annunzio dell'Angelo a Maria, la visita di Maria a santa Elisabetta, lo sposalizio di Maria, la nascita di Gesù e la Sacra Famiglia; quelle delle navate di destra descrivono: lo smarrimento ed il ritrovamento di Gesù nel tempio, il miracolo delle nozze di Cana, Maria ai piedi della croce, Maria e gli apostoli nel cenacolo ed infine la Dormitio di Maria. Nelle navate laterali, inoltre, sono posti sei confessionali, tre per parte, di pregevole fattura. Nella navata centrale e precisamente sul lato sinistro, posto quasi al centro della chiesa, si nota un pulpito in legno scolpito nel secolo scorso dal maestro augustano Stagnaro; poco più avanti si trova l'organo con cantoria, probabilmente del '700. Nella parte destra della navata, di fronte all'organo, un tempo vi era il "banco senatorio", così come testimoniano le due targhette in marmo poste nell'arcata. Sopra l'ingresso si può ammirare un'altra vetrata istoriata, nella quale è rappresentata Maria con il Bambino.

## Galleria d'immagini

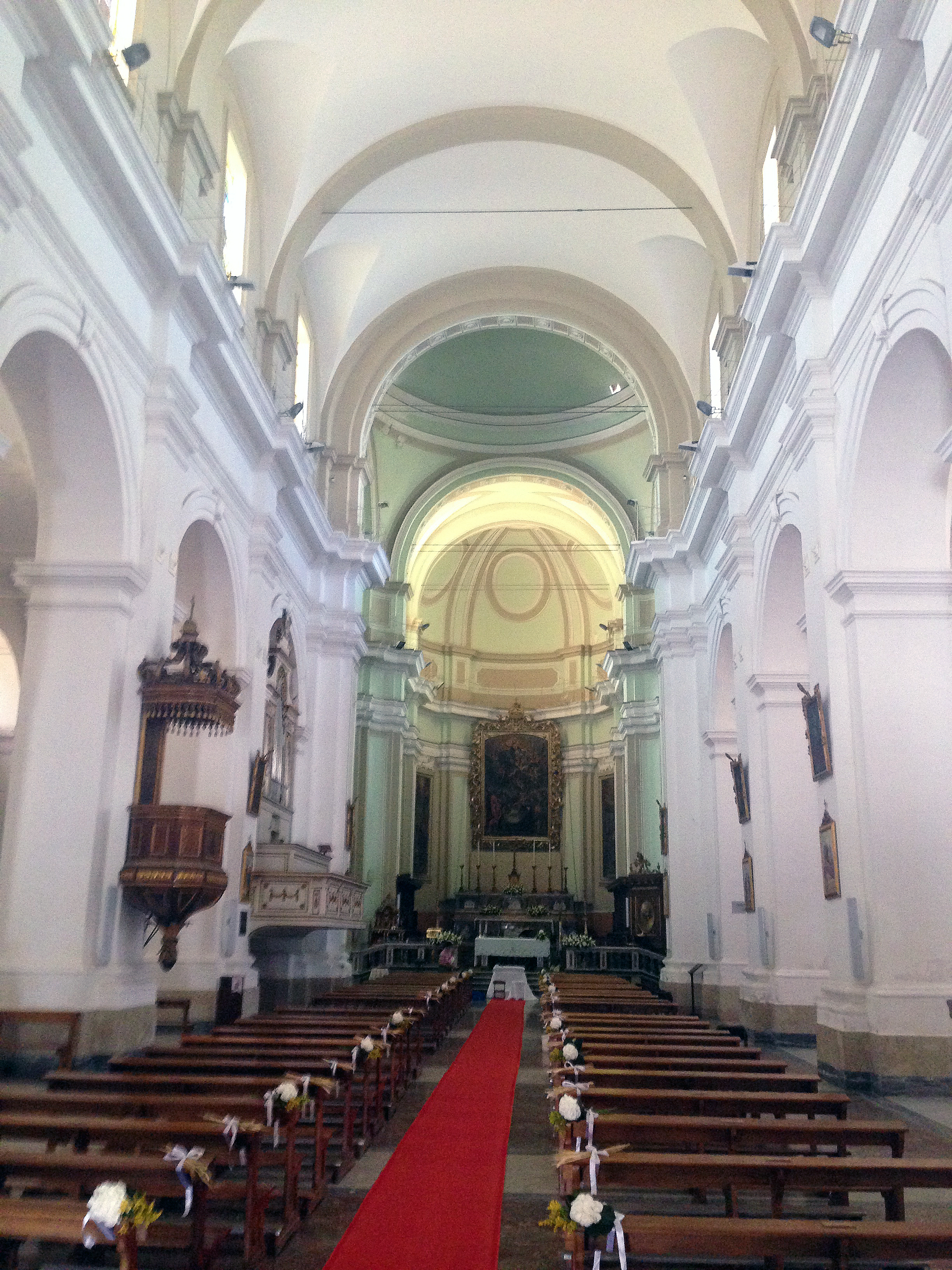
Interno della Chiesa
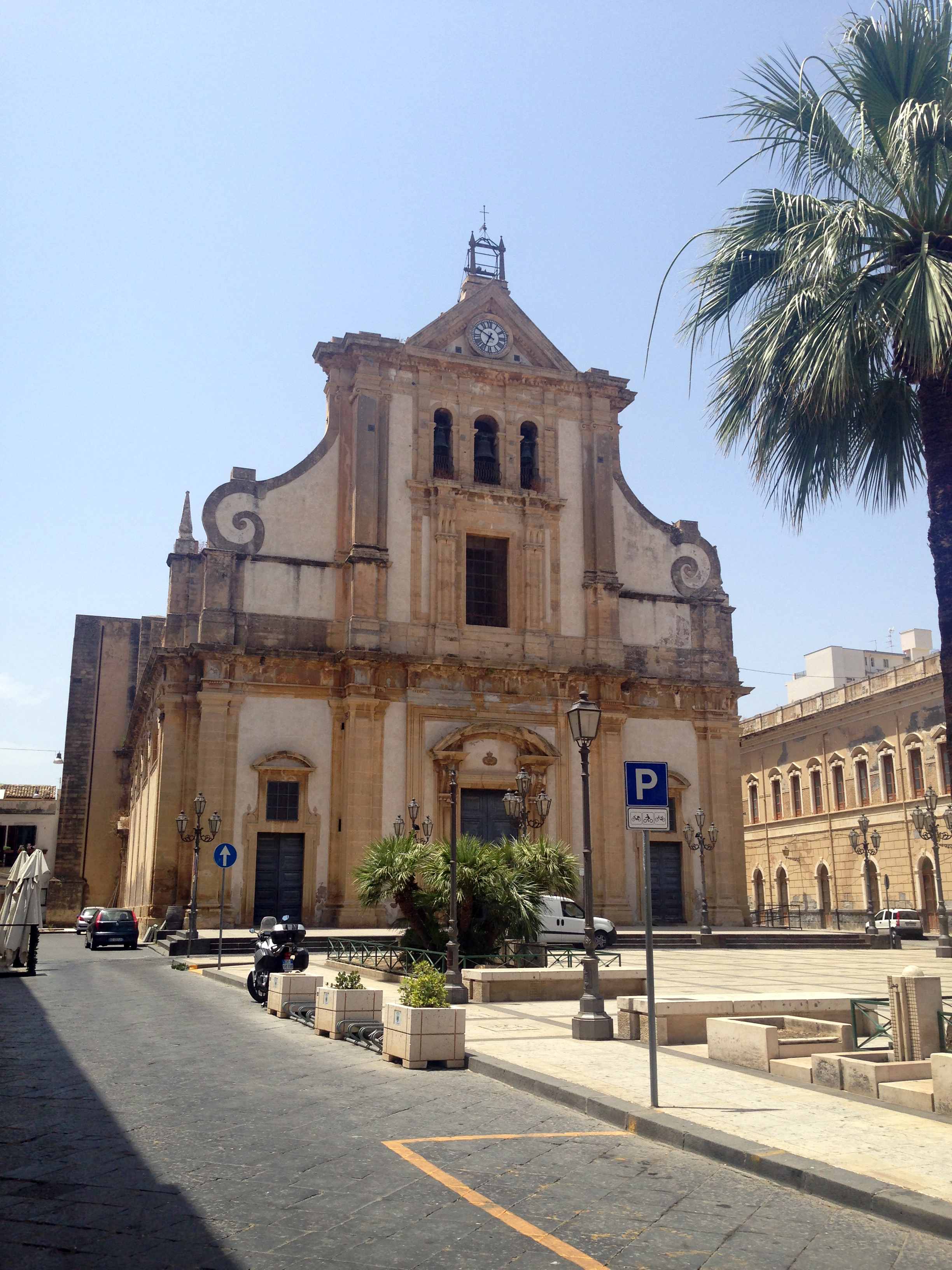
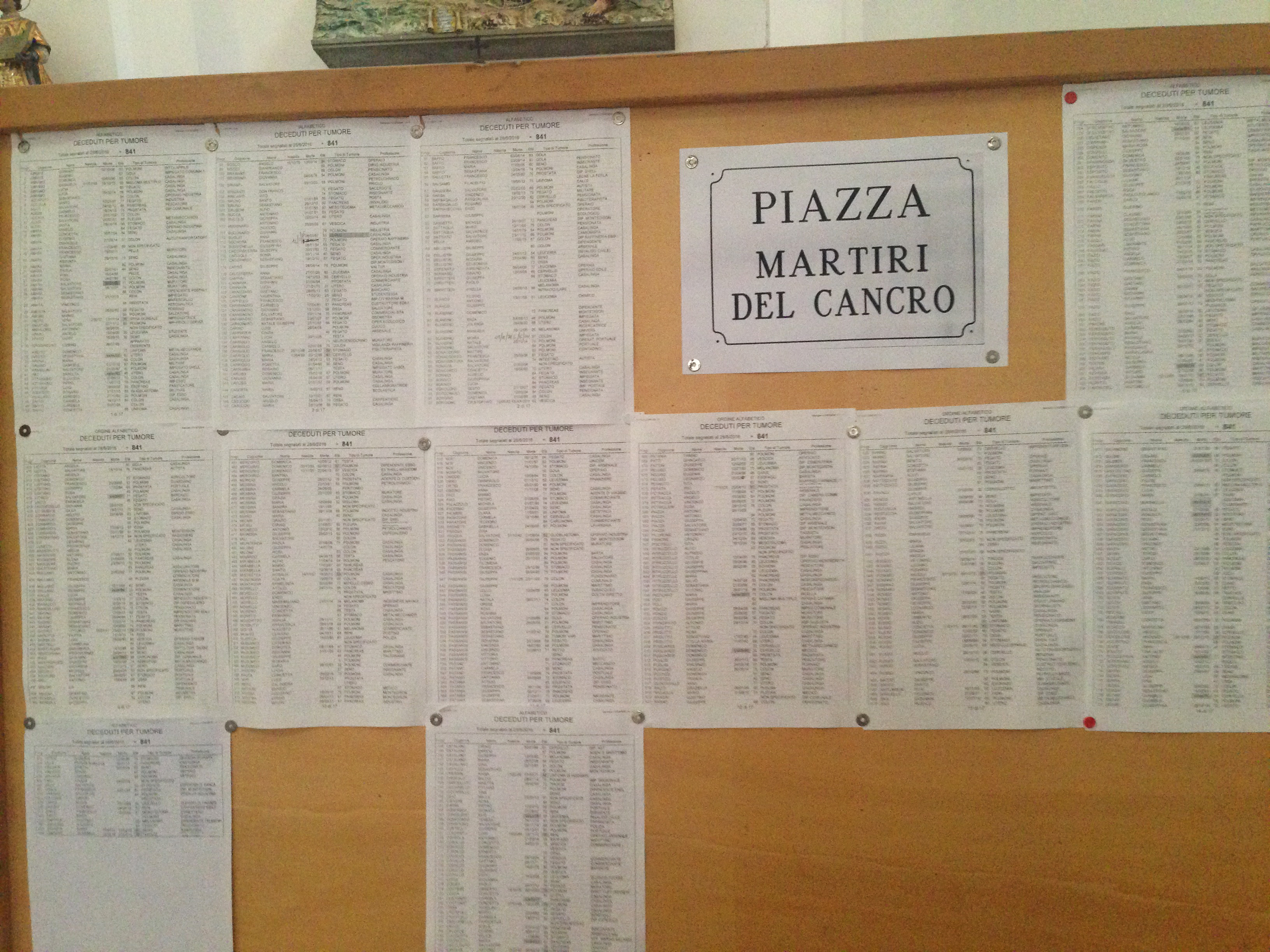
Lista dei morti di cancro ad Augusta